# Rue Saint-Laud
La rue Saint-Laud  est une voie de la commune d'Angers, département de Maine-et-Loire, en France.

## Situation et accès
Située dans le centre-ville d'Angers cette rue commerçante s'étend sur 270 mètres, du nord-est au sud-ouest reliant la place Romaine à la place Mondain-Chanlouineau (où se situe les anciennes halles devenu le centre commercial Fleur d'Eau) se terminant rue Baudrière.
On y trouve plusieurs bars, cafés, brasseries et restaurants ainsi que de nombreux magasins et boutiques où de commerces artisanaux.

## Historique
La voie s'est appelée « rue Saint-Nor », par altération de « vicus senior », son appellation actuelle remonte au XVIe siècle.
Au XVIIIe siècle durant la révolution la rue est débaptisée « rue Centrale ».

## Bâtiments remarquables et lieux de mémoire
Elle a su conserver un riche patrimoine avec plusieurs maisons à colombages datant du Moyen Âge.

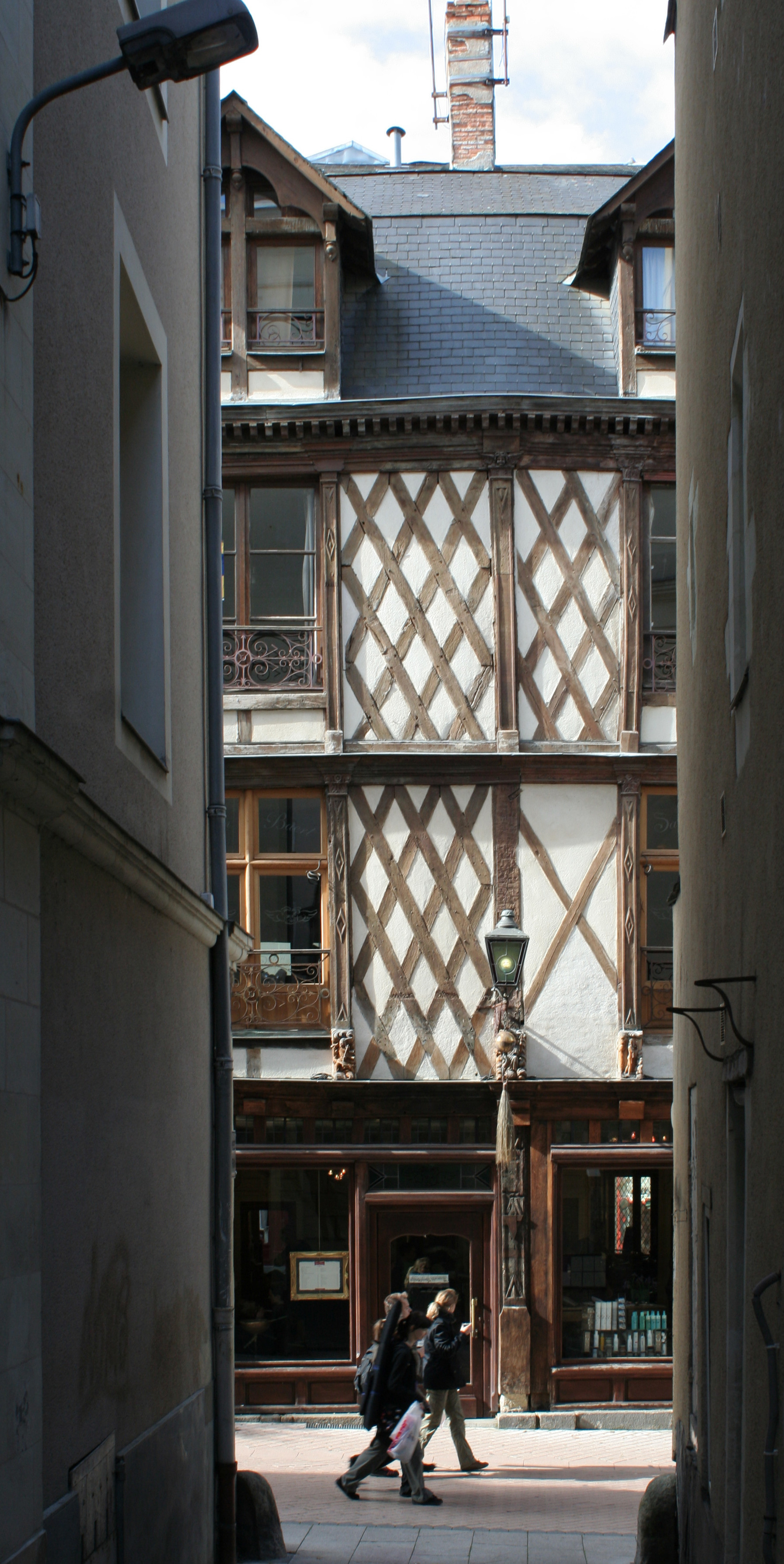
Vue de la Rue Espine
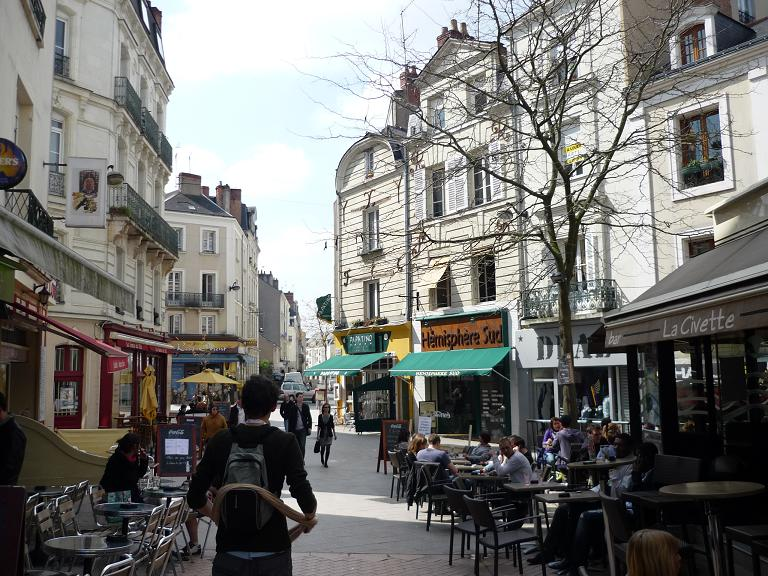
La place Romain, à l'extrémité nord-est de la rue Saint-Laud, et ses nombreux bars-cafés
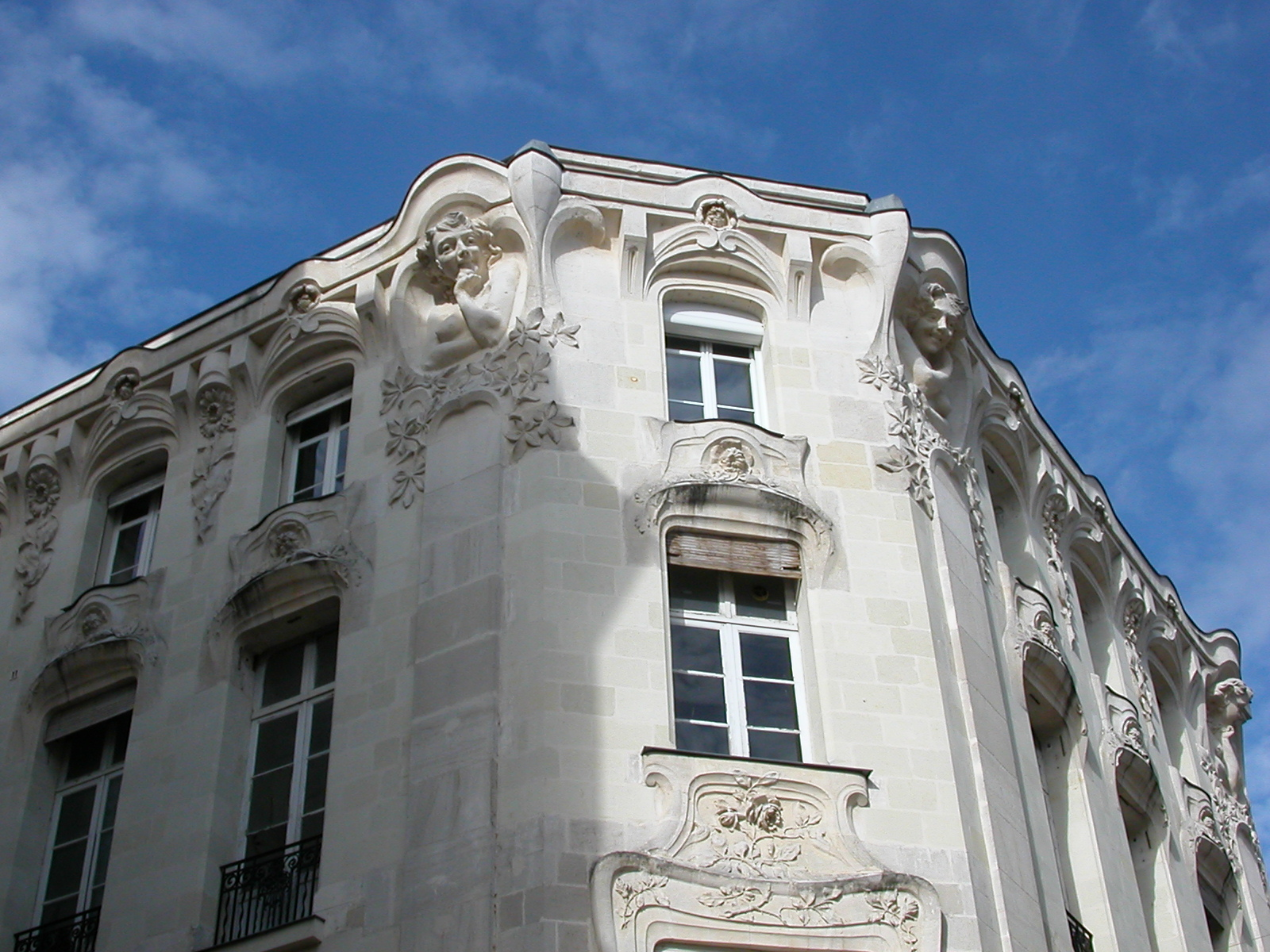
L'Alcazar